# Macrotarsomys petteri
Macrotarsomys petteri é um roedor encontrado no Madagascar do gênero Macrotarsomys. Com o comprimento total de 150 mm e a massa corporal de 105 gramas, o Macrotarsomys petteri é a maior espécie de seu gênero. As partes superiores são castanhas, as mais escuras localizam-se no meio das costas, e as partes inferiores são brancas amareladas. Também possui longas vibrissas, antebraços curtos e pernas longas; a cauda termina com uma mecha proeminente de pelagem longa e clara. O crânio é robusto e os molares são de baixa coroa e cúspide. 
Atualmente, é encontrado apenas na floresta Mikea, no sudoeste do país, mas registros subfósseis indicam que era amplamente distribuído no sul de Madagascar. Alterações climáticas e competição com espécies introduzidas podem ter levado à mudança na sua distribuição, e floresta Mikea, o único lugar onde ainda se sabe que pode ser encontrado, está ameaçada pelo desenvolvimento humano

## Taxonomia
Durante um inventário biológico em 2003 na Floresta de Mikea, um único espécime do gênero roedor Macrotarsomys foi coletado. Este animal distinguiu-se de ambas as espécies previamente conhecidas do gênero Macrotarsomys bastardi, que é amplamente encontrada no oeste do Madagáscar, e a do Macrotarsomys ingens, encontrada somente no Parque Nacional de Ankarafantsika. Consequentemente, Steven Goodman e Voahangy Soarimalala nomearam-no, em 2005, como uma nova espécie, Macrotarsomys petteri. O epíteto específico, petteri, homenageia o zoologista francês Francis Petter por suas contribuições para o estudo de roedores malgaxes. M. petteri, a maior espécie do gênero, é mais parecida com M. ingens, que pode ser o seu parente mais próximo.

## Descrição
Macrotarsomys petteri é um roedor terrestre com antebraços curtos e penas longas, sendo seu comprimento total 150 mm e a massa corporal de 105 gramas, dados da única amostra completa conhecida, e é muito maior que M. bastardi. As partes superiores são cobertas com pelos macios, curtos e castanhos. A maior parte da pelagem de cobertura (a parte principal do pêlo) é castanha escura nos dois terços mais próximos da base, depois castanho claro, com uma ponta curta marrom escuro. A metade da parte traseira parece mais escura, porque os pelos na cobertura são completamente marrom escuro e medem de 6 a 8 mm de comprimento nos ombros e de 7 a 9 mm na traseira, e os pelos de proteção são cinza. Como os flancos não possuem cabelos inteiramente escuros, eles são ligeiramente mais claros que o restante das partes superiores.